# إسماعيل التميمي
إسماعيل التميمي ويكنى بأبي الفداء، ولد في بلدة منزل تميم بمنطقة الوطن القبلي بالشمال الشرقي للبلاد التونسية حوالي عام 1164هـ/ 1750م، وتوفي في جمادى الأولى عام 1248هـ/ أكتوبر 1832م، قاض ومفتي مالكي.

## جذوره وتكوينه
ينتسب الشيخ إسماعيل التميمي إلى بلدة منزل تميم تماما مثل عدد آخر من علماء مطلع القرن التاسع عشر ومن بينهم خاصة عبد القادر التميمي الذي كان قاضيا في مدينة بنزرت عام 1819، وفرج التميمي أحد أساتذة جامع الزيتونة عام 1842. أما هو فقد درس في البداية بمسقط رأسه، ثم انتقل إلى تونس العاصمة وقد سكن في المدرسة الحسينية الصغرى، وقد تلقى العلم على عدد من الشيوخ من بينهم صالح الكواش وعمر المحجوب. 

## مساره الوظيفي
درّس الشيخ إسماعيل التميمي بجامع الزيتونة، ومن بين تلاميذه المؤرخ أحمد بن أبي الضياف. ثم سماه حمودة باشا الحسيني عام 1221هـ/ 1806 قاضيا لمدينة تونس، ثم سمي عام 1231هـ/ 1816 مفتيا مالكيا، ثم أعيد ليشغل منصب قاض، وفي عام 1819 عاد إلى منصب الإفتاء من جديد. ولكن في العام الموالي أبعد من منصبه ونفي إلى بلدة ماطر حيث اتُّهِمَ بأنه «يترقب زوال الدولة ويخبر بشرح الجفر إلى غير ذلك -كما يقول ابن أبي الضياف- من وساوس الحسدة في الملك المطلق» وبقي في منفاه لمدة 34 يوما. وبعد عودته إلى العاصمة انتصب للتدريس بمنزله، وفي 26 رجب 1239هـ / 26 مارس 1824 رجع من جديد إلى خطة الإفتاء وارتقى عام 1828 إلى رئيس الفتوى المالكية. ويقول عنه ابن أبي الضياف «وكان هذا الفاضل من علماء هذه الأمة المحمدية، آية الله في الحفظ والثبات، آخذا بمأخذ المجتهدين في تعليل المسائل الفقهية، بمدارك أصولها الشرعية، ويصرح بأنه من أهل الترجيح ولم ينكره أحد عليه، بل يعتمدون ترجيحه عند تسليم الدليل ويستفتى من حاضرة العلم فاس، ومن قسنطينة والجزائر وطرابلس ويجيب بالكتابة»  بما يدل على الشهرة التي اكتسبها.

## كتابه
يقول عنه ابن أبي الضياف: «وله باع طويل في فن التاريخ، إذا تكلم في دولة ترى كأنه من رجالها»  بما يؤكد أنه هو نفسه أخذ عنه البعض من معلوماته عن البايات السابقين، ومهما يكن من أمر فإن إسماعيل التميمي لم يؤلف في مجال التاريخ، وإنما له حسب ابن أبي الضياف «رسائل في الحبس والخلو وغير ذلك مما لو جمع كانن جزءا» ، إلا أن أهم ما كتب كان بطلب من حمودة باشا، في الرد على رسالة محمد بن عبد الوهاب التي وجهها إلى العالم الإسلامي، وقد حملت رسالته العنوان التالي المنح الإلهـية في طمس الضلالة الوهّابية، إذ ذهب فيها إلى تفنيد معتقدات ابن عبد الوهاب.

## إشارات مرجعية
1. ↑  Ibn Abi L-Diyaf, Chronique des rois de Tunis et du Pacte fondamental, Chap. IV et V, Edition critique et traduction . André Raymond, Vol 1, IRMC -ISHMN, Alif, Tunis 1994, p. 168
2. ↑  أحمد بن أبي الضياف، الإتحاف، تونس 1990، ج 8، ص 11
3. ↑  Ahmed Abdesselem, Les historiens tunisiens des XVIIe, XVIIIe et XIXe siècles, essai d'histoire culturelle, Publications de l'Université de Tunis, 1973, p. 333
4. ↑  الإتحاف، ج 8، ص 12
5. ↑  المصدر نفسه، ج 8، ص 12
6. ↑  المصدر نفسه، ج 8، ص 13
7. ↑  المصدر نفسه، ج 8، ص 14